# Paul Sanchez est revenu !
Pour plus de détails, voir Fiche technique et Distribution.
Paul Sanchez est revenu ! est un film à suspense français coécrit et réalisé par Patricia Mazuy, sorti en 2018.

## Synopsis
Paul Sanchez, un criminel qui a assassiné toute sa famille et qui a disparu depuis 10 ans, semble être revenu sur les lieux de son crime. Il est du moins signalé aux abords de la gare des Arcs dans le Var. À la gendarmerie de la ville, personne n’y croit, sauf peut-être Marion, une jeune gendarme de 25 ans. Elle va alors se mettre à le traquer seule.

## Fiche technique
Sauf indication contraire, les informations mentionnées dans cette section peuvent être confirmées par la base de données cinématographiques IMDb,  présente dans la section « Liens externes ».
- Titre original : Paul Sanchez est revenu !
- Réalisation : Patricia Mazuy
- Scénario : Patricia Mazuy et Yves Thomas, d’après une idée originale d’Yves Thomas
- Décors : Thierry François et Dorian Maloine
- Costumes : Khadija Zeggaï
- Photographie : Frédéric Noirhomme
- Son : Jean-Pierre Duret, Jean Mallet et Luc Thomas
- Montage : Mathilde Muyard
- Musique : John Cale
- Production : Patrick Sobelman
  - Coproducteurs : Saïd Ben Saïd et Gilles Sitbon
  - Producteurs étrangers : Michel Merkt, Luc Dardenne, Jean-Pierre Dardenne et Delphine Tomson
- Sociétés de production : Ex Nihilo ; SBS Films et Agat Films & Cie / Ex Nihilo (coproductions) ; Les Films du Fleuve et Kaap Holland Film (productions étrangères) ; SOFICA Manon 7 (en association avec)
- Société de distribution : SBS Films
- Pays d'origine :  France
- Langue originale : français
- Format : couleur
- Genre : thriller
- Durée : 110 minutes
- Date de sortie[1] :
  - France : 18 juillet 2018

## Distribution
- Laurent Lafitte : Paul Sanchez / Didier Gérard
- Zita Hanrot : Marion, la gendarme
- Idir Chender : Yohann Poulain, le journaliste de Var-Matin
- Philippe Girard : le commandant
- Anthony Paliotti : le gendarme Gaspard
- Achille Reggiani : le gendarme Boris
- Anne-Lise Heimburger : Elsa Gérard, la femme de Didier Gérard
- Norah Krief : Laëtitia
- Luc Palun : le garagiste
- Maïtena Biraben : la présentatrice de télévision

## Production

### Tournage
Le tournage a lieu dans le Var, dans la commune de Roquebrune-sur-Argens avant de continuer à La Motte et aux Arcs entre février et avril 2017,, ainsi qu'à Draguignan. L'action se déroule notamment sur le rocher de Roquebrune qui domine la région. L'équipe a tourné les dernières séquences dans le train du retour. Les figurants ont été recrutés dans la région varoise.
Selon Marcos Uzal de Libération, le choix des communes (Les Arcs-sur-Argens, Roquebrune-sur-Argens…) s'est fait selon des critères évoquant une image "glauque" et sordide pour Paticia Mazuy.

### Musique
Elle est composée par le musicien gallois John Cale, qui a déjà collaboré avec Patricia Mazuy pour Saint-Cyr (2000) et Sport de filles (2011).

## Accueil

### Critiques
- Jacques Mandelbaum du Monde : « Patricia Mazuy réussit une comédie policière décalée autour d’une gendarmette gaffeuse et d’un tueur fou[8]. »
- Marcos Uzal de Libération : « À partir d’une trame de polar classique, le retour d’un tueur en cavale, Patricia Mazuy signe un film plein d’ironie et truffé de références[9]. »
- Corine Renou-Nativel de La Croix : « Brillamment interprété par Zita Hanrot et Laurent Lafitte, jouant une gendarme gaffeuse et un tueur en cavale, ce film aussi intrigant que réjouissant allie de façon originale comédie, polar et western[10]. »
- Jean-Louis Morain des Inrockuptibles : « Parmi les plus tempétueux talents du cinéma français depuis près de trente ans, Patricia Mazuy mène une carrière alternant les fulgurances — Travolta et moi, Saint-Cyr — et les éclipses. Elle livre le 18 juillet Paul Sanchez est revenu !, un beau thriller, avec un Laurent Lafitte en cavale […][11]. »
- Pierre Murat de Télérama : « […] un western sur la noirceur de l’homme esclave des apparences […], interprété par un Laurent Lafitte tout en ambiguïtés[12]. »
- Le film est élu no 5 du Top 10 2018 des Cahiers du cinéma[13].

### Document
- Dossier de presse Paul Sanchez est revenu !